# Dorothea Pertz
Dorothea Frances Matilda "Dora" Pertz FLS (14 de marzo de 1859 – 6 de marzo de 1939) fue una botánica británica. Fue coautora de cinco papeles con Francis Darwin, el hijo de Charles Darwin. Fue elegida miembro de la Sociedad Linneana de Londres, siendo entre las primeras mujeres admitidas con afiliación llena.

## Biografía
Dora nació en Londres el 14 de marzo de 1859 de Georg Heinrich Pertz y su segunda mujer, Leonora Horner, hija de Leonard Horner, quién era un intelectual progresista y un seguidor firme del darwinismo, un hecho notable en su vida. Creció en una familia donde las mujeres eran bien educados e intelectualmente activas; una de sus tías era la botánica Katharine Murray Lyell, quién fue biógrafa de Charles Lyell, su cuñado.
A través de conexiones familiares conoció a muchos prominentes naturalistas incluyendo a Darwin. Pasó la mayoría de su juventud en Berlín, donde su padre era Bibliotecario Real , aunque visitaban Inglaterra cada año. Después de la muerte de su padre en 1876, Pertz se mudó a Florencia con su madre. Más tarde regresó a Inglaterra y en 1882 fue admitida al Newnham College, Cambridge. Estuvo un año en Italia antes de regresar a Cambridge en 1884. Y, en ese año que vino participó en uno de los Cursos Tripos de Ciencias Naturales, incluyendo botánica, y obteniendo honores de clase. Una vez que se permitió a las mujeres obtener titulaciones de grados, tomó su MA en 1932.
Posteriormente emprendió estudios de fisiología vegetal, trabajando con la supervisión de Francis Darwin, un lector en la universidad. De 1892 a 1912 conjuntamente publicaron cinco papeles; durante ese periodo, también colaboró con William Bateson, y publicaron en conjunto un papel, sobre herencia en Veronica. También produjo dos papeles independientemente. En 1905, fue elegida miembro de la Sociedad Linneana de Londres, entre las primeras mujeres admitidas como miembros plenos, aunque no participó en el movimiento que defendía la membresía de las mujeres ser socias. Después de jubilarse Darwin, Pertz fue animada por Frederick Blackman para emprender investigaciones en tejido meristemático, pero tras un año de observaciones de germinado de semillas sus resultados no eran concluyentes. Abandonó la investigación, posiblemente por decepción, aunque Agnes Arber afirmó que "llegó a reconocer que la fisiología vegetal del siglo XX se desarrollaba en líneas muy divergentes de aquellas en las que había sido educada y que exigía una comprensión de matemática, física, química, que ella no poseía."
Después de que Pertz renunciara a la investigación, a sugerencia de Blackman trabajó en la indexación de la literatura alemana sobre fisiología vegetal, incluyendo las revistas Biochemische Zeitschrift y Zeitschrift für Physiologische Chemie. A pesar de la dificultad de la tarea,  completó el índice hasta el año 1935. Entre 1923 y 1936 proporcionó ilustraciones para su amiga Edith Rebecca Saunders, en anatomía floral, y tanto el papel como las ilustraciones fueron altamente respetadas. Pertz hizo mucho de su trabajo, ad honorem, por pasión por la ciencia, y nunca tuvo un contrato formal en Newnham o la universidad. También realizó trabajos de caridad, incluyendo trabajos como masajista en un hospital en Cambridge durante la Primera Guerra Mundial.
Después de varios años de enfermedad, Dora murió en Cambridge el 6 de marzo de 1939. Fue cremada e inhumada en el Brookwood Cementerio.

## Obra

### Algunas publicaciones
Por orden cronológico:
- Pertz, Dorothea F. M. (1884). On the disposal of the nutlets in certain labiates 1. London. p. 8.: 8. reprinted De Pertz, Dorothea F. M. (octubre de 1894). Pertz, Dorothea F. M. (octubre de 1894). «On the disposal of the nutlets in certain labiates». Natural science (London) 5.  (32).[9]

Y con Francis Darwin:
- Darwin, Francis; Pertz, Dorothea F. M. (octubre de 1892). «On the artificial production of rhythm in plants». Annals of Botany. os-6: 245-264. Consultado el 20 de diciembre de 2014.
- Darwin, Francis; Pertz, Dorothea F. M. (enero de 1903). «On the artificial production of rhythm in plants, with a note on the position of maximum heliotropic stimulation». Annals of Botany. os-17: 93, 106. Consultado el 20 de diciembre de 2014.   }
- Darwin, Francis; Pertz, Dorothea F. M. (1904). «On the distribution of statoliths in Cucurbitaceae». Annals of Botany 18: 453, 454. 18: 453–454.
- Darwin, Francis; Pertz, Dorothea F. M. (1904). Notes on the statolith theory and geotropism. I. Experiments on the effects of centrifugal force. II. The behavior of tertiary roots 73. pp. 477, 90. doi:10.1098/rspl.1904.0065.
- Darwin, Francis; Pertz, Dorothea F. M. (1905). «The position of maximum geotropic stimulation». Annals of Botany. os-19: 569, 570. 19: 569–570.
- Darwin, Francis; Pertz, Dorothea F. M. (1912). On a new method of estimating the aperture of stomata 84. pp. 136, 154. doi:10.1098/rspb.1911.0058. B. : 136–154. doi:10.1098/rspb.1911.0058.[6]

### Citas
1. 1 2 3 4 5 6 7  Ogilvie, Marilyn; Harvey, Joy, eds. (28 de junio de 2000). The Biographical Dictionary of Women in Science: L–Z. New York: Routledge. p. 1009. ISBN 9780415920407.
2. 1 2 3 4 5 6 7  Janet Browne, «Pertz, Dorothea Frances Matilda (1859–1939)»,  (en inglés), Oxford Dictionary of National Biography, (requiere suscripción).
3. ↑  Lyell K.M. (ed) (1881). Life, Letters, and Journals of Sir Charles Lyell 1. London: John Murray.
4. ↑  Lyell K.M. (ed) (1881). Life, Letters, and Journals of Sir Charles Lyell 2. London: John Murray.
5. ↑  El hijo de Charles Darwin.
6. 1 2 3  Creese y Creese, 2000.
7. 1 2  «Free access to the following papers by the Darwins». Annals of Botany. Oxford Journals. Consultado el 20 de diciembre de 2014.
8. ↑  Arber, Agnes (8 de abril de 1939). «Miss Dorothea F. M. Pertz». Nature 143 (3623): 590-591. doi:10.1038/143590a0.
9. ↑  United States Department of Agriculture Library. Issues. 38–44. p. 133.